# Dianthus superbus

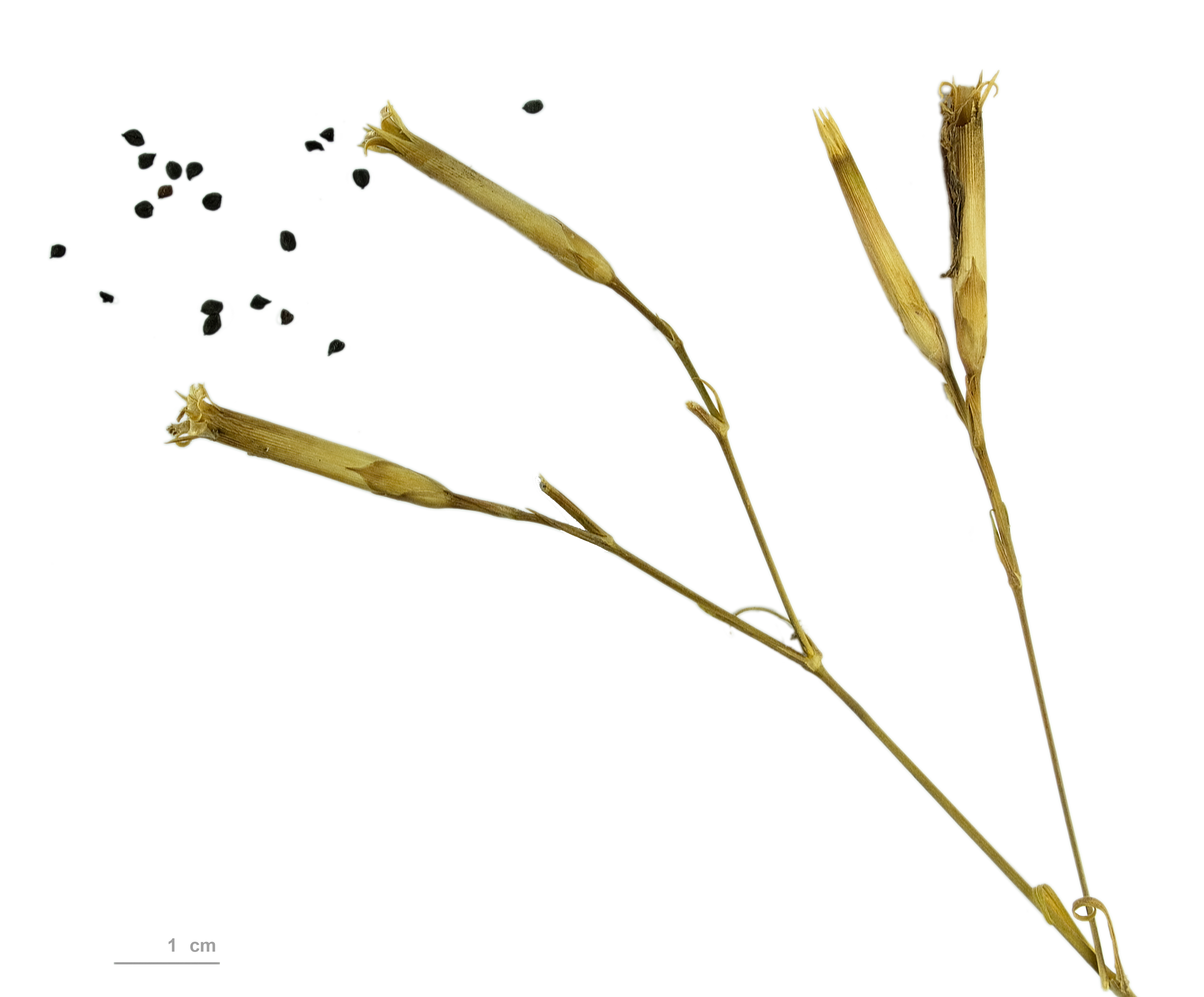
Dianthus superbus

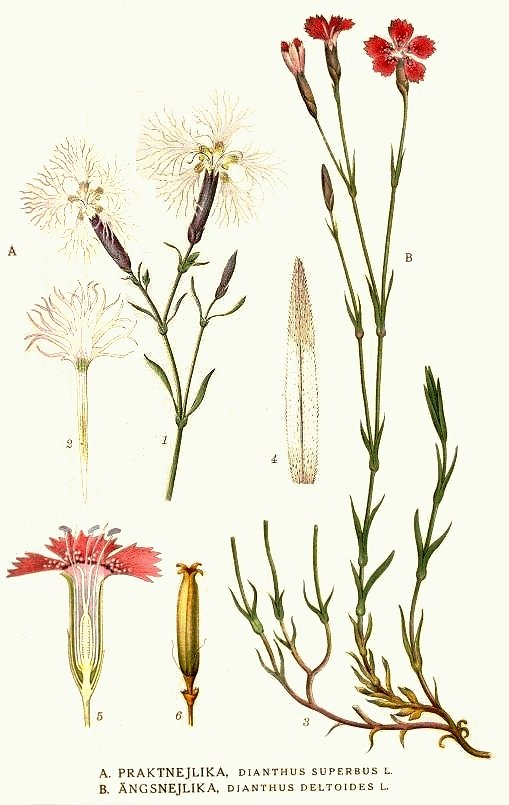
Ilustración

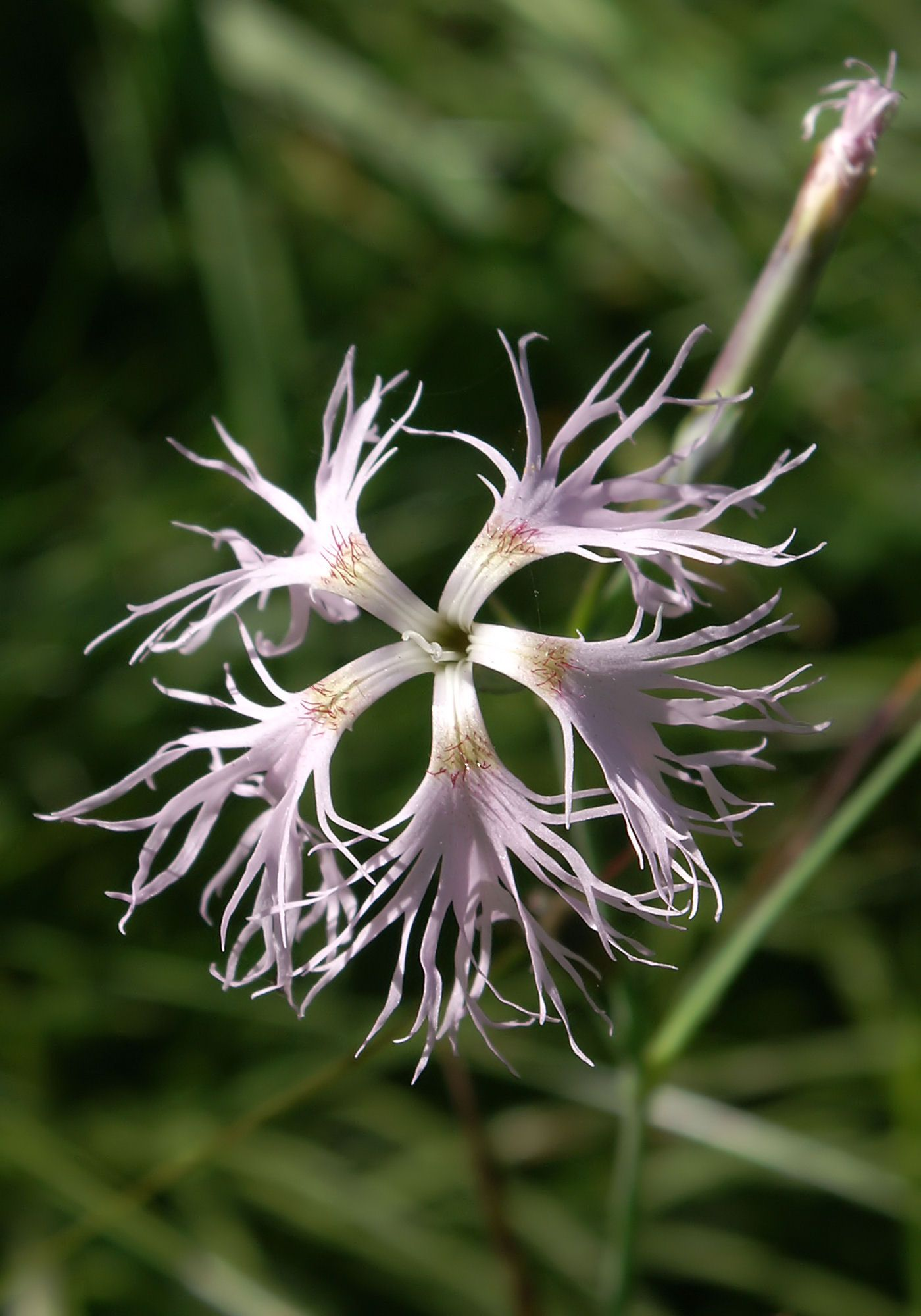
Detalle de la flor

El clavelito común (Dianthus superbus) es una especie de Dianthus autóctona de Europa y el noreste de Asia. 

## Descripción
Es una herbácea perennifolio que crece hasta los 80 cm de altura. Las hojas son de verde a verde grisáceo, finas y alargadas, hasta los 8 cm de largo. Las flores tienen un aroma muy dulce, con 3–5 cm de diámetro, y cinco pétalos defragmentados, con un color entre rosa y liláceo y con notas verdes en su base, que afloran en racimos al final del tallo. Se dan desde comienzos veraniegos hasta el final del estío.

## Distribución
Podemos verla en el norte de España y Francia y hasta la parte ártica de Noruega. Donde más prolifera es en el este del Japón y, aunque hay en las regiones del sur, siempre es a elevadas altitudes, hasta los 2,400 m.

## Ecología
Es el único recurso alimentario de la polilla gigante Coleophora musculella.

## Cultivo y usos
D. superbus es una planta de jardín común y existen algunos cultivos e híbridos perfectamente desarrollados, con variaciones en las flores de blanco a rojo o liláceo, normalmente con un centro verdoso. Se desarrolla en suelos comunes tirando a secos, a pleno sol. Prefiere la sombra parcial en climas calurosos. Se autoesparce con facilidad y puede propagarse con semillas, por división de sus raíces, por acodos de ramas o cortes de los brotes. La defloración (arrancar las flores mediomarchitas para que no se formen semillas) alarga el periodo de floración. Las flores se alojan en unos tallos de aproximadamente 25–45 cm de alto, mientras que sus hojas forman una mata en la base de la planta con un diámetro de unos 20–30 cm. Ya que el D. superbus crece a ras de suelo, a los que les guste aromatizar con su fragancia una zona, es aconsejable la plantación de varias matas juntas para potenciar dicho efecto.
Sus hojas pueden ser comestibles cuando son aún jóvenes e, ingeridas tras su hervido. Sus flores contienen néctar muy dulce, y con su follage pueden hacerse deliciosas infusiones. La planta contiene agentes tóxicos, saponinas, pero en una cantidad tan baja que no resulta peligrosa. Históricamente se ha usado en la fitoterapia china como método anticonceptivo, diurético, y anti-infectivo. Su nombre chino es qu mai y su nombre japonés es Nadeshiko |ナデシコ|.

## Taxonomía
Dianthus superbus fue descrita por  Carlos Linneo   y publicado en Flora Suecica, Editio Secunda Aucta et Emendata 146. 1755.
Etimología
Dianthus: nombre genérico que procede de las palabras griegas Diós («de Zeus») y anthos («flor»), y ya fue citado por el botánico griego Teofrasto.
superbus: epíteto latíno que significa ‘magnífica, espléndida’.
Variedades
Existen seis variaciones de subespecies:
- Dianthus superbus subsp. superbus. que engloba a la gran mayoría.
- Dianthus superbus subsp. autumnalis Oberd. Suroeste de  Francia. De florecimiento tardío, otoñal.
- Dianthus superbus subsp. sylvestris Čelak. Alemania.
- Dianthus superbus subsp. alpestris Kablík. ex Čelak. (syn. D. s. subsp. speciosus). Alpes, Cárpatos, altas elevaciones de terreno. de tallos más cortos; hojas más grisáceas y grandes flores.
- Dianthus superbus subsp. stenocalyx (Trautv. ex Juz.) Kleopow. Sur de Rusia, Ucrania.
- Dianthus superbus subsp. longicalycinus (Maxim.) Kitam. Japón. También llamada Nadeshiko (ナデシコ?).

Sinonimia
- Caryophyllus superbus Moench
- Cylichnanthus fimbriatus Dulac
- Dianthus contortus Sm.
- Dianthus fimbriatus Lam.
- Dianthus multifidus Gilib.
- Dianthus plumarius Gunnerus ex Spreng.
- Dianthus revolutus Tausch
- Dianthus schizopetalus Wallr.
- Dianthus szechuensis F.N.Williams
- Dianthus wimmeri Wich.
- Plumaria superba Opiz
- Plumaria vulgaris Opiz
- Silene superba E.H.L.Krause

subsp. alpestris Kablík. ex Celak.
- Dianthus speciosus (Rchb.) Rchb.[10]